# 小葉桑新離子節蜱
小葉桑新離子節蜱（学名：Neoleipothrix minutae）为節蜱科新離子節蜱屬下的一个种。